# Núi lửa Mayon

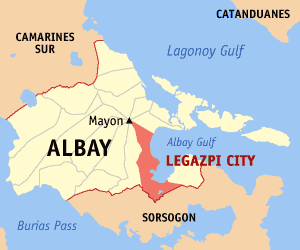
Núi lửa Mayon tại Albay cho thấy khoảng cách từ Vịnh Albay

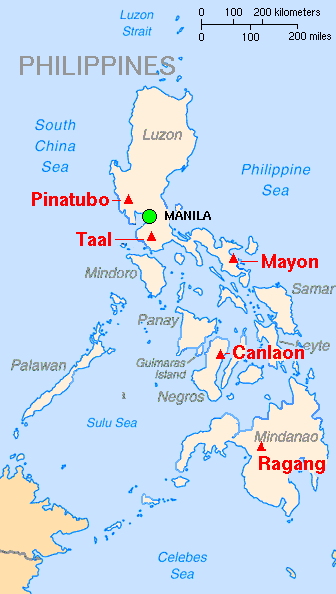
Bản đồ các núi lửa chính tại Philippines

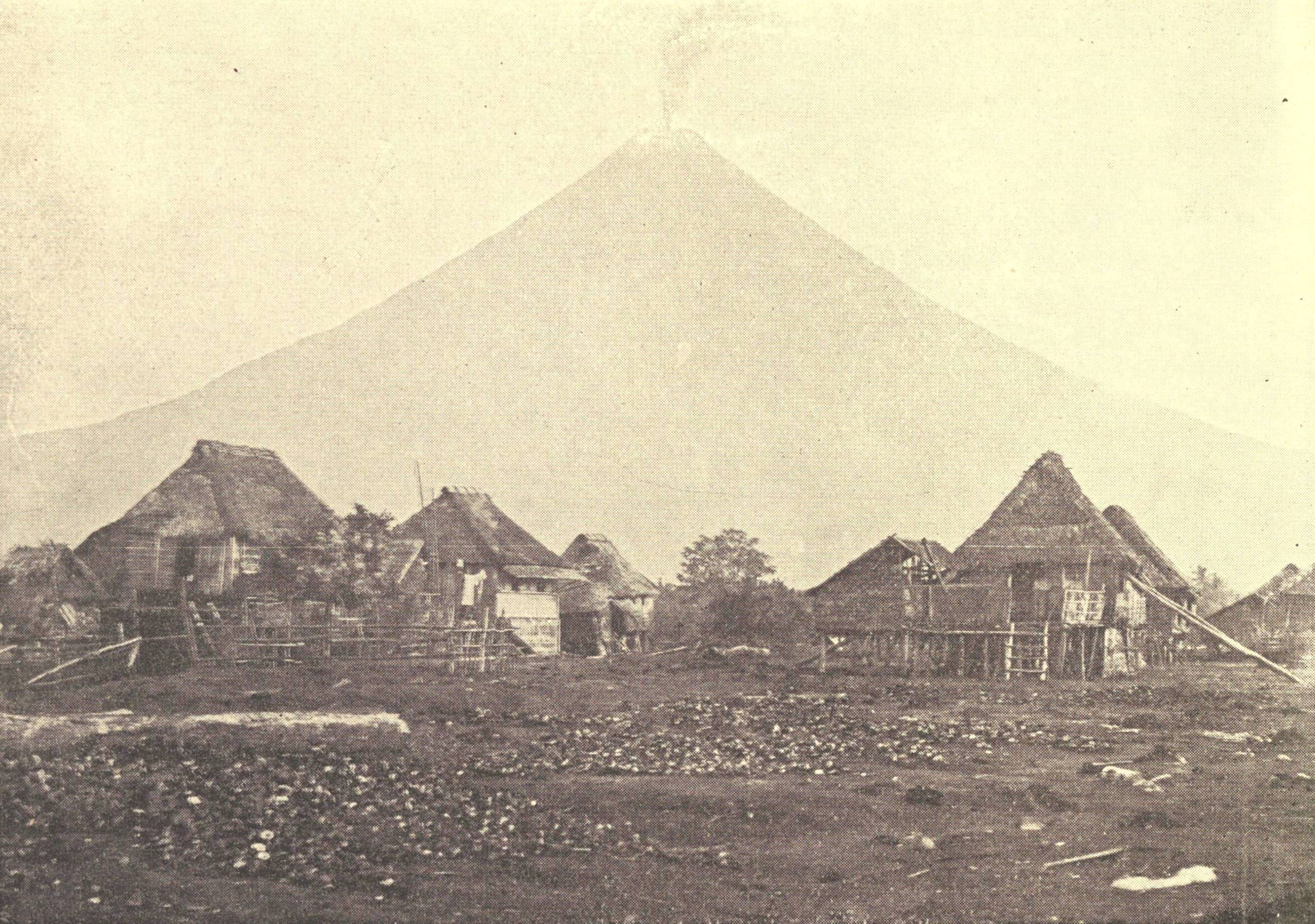
Núi lửa Mayon tại huyện sản xuất gai dầu Luzon như mô tả trong lịch sử và cuộc chinh phục Philippines và đảo do chúng ta sở hữu; gồm chiến tranh của chúng ta với Philippine bởi Alden March, xuất bản năm 1899. Chú thích (cắt ra) đọc: "Đây được gọi là núi lửa đẹp nhất thế giới. Nó cao 8.223 ft, hình dạng một hình nón đúng kiểu và đỉnh núi luôn nóng. Núi được chú ý tới trong vài vụ phun lửa hủy diệt. Năm 1814 nhiều ngôi nhà đã bị phá hủy và 2.500 người bị thiệt mạng và bị thương. Tại chân núi là lò xo có giá trị dược liệu rất lớn nổi tiếng".

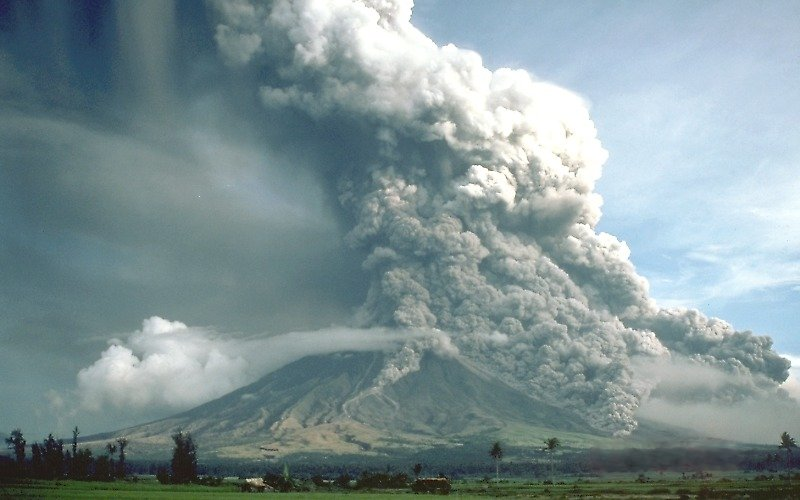
Núi lửa Mayon ngày 23 tháng 9 năm 1984

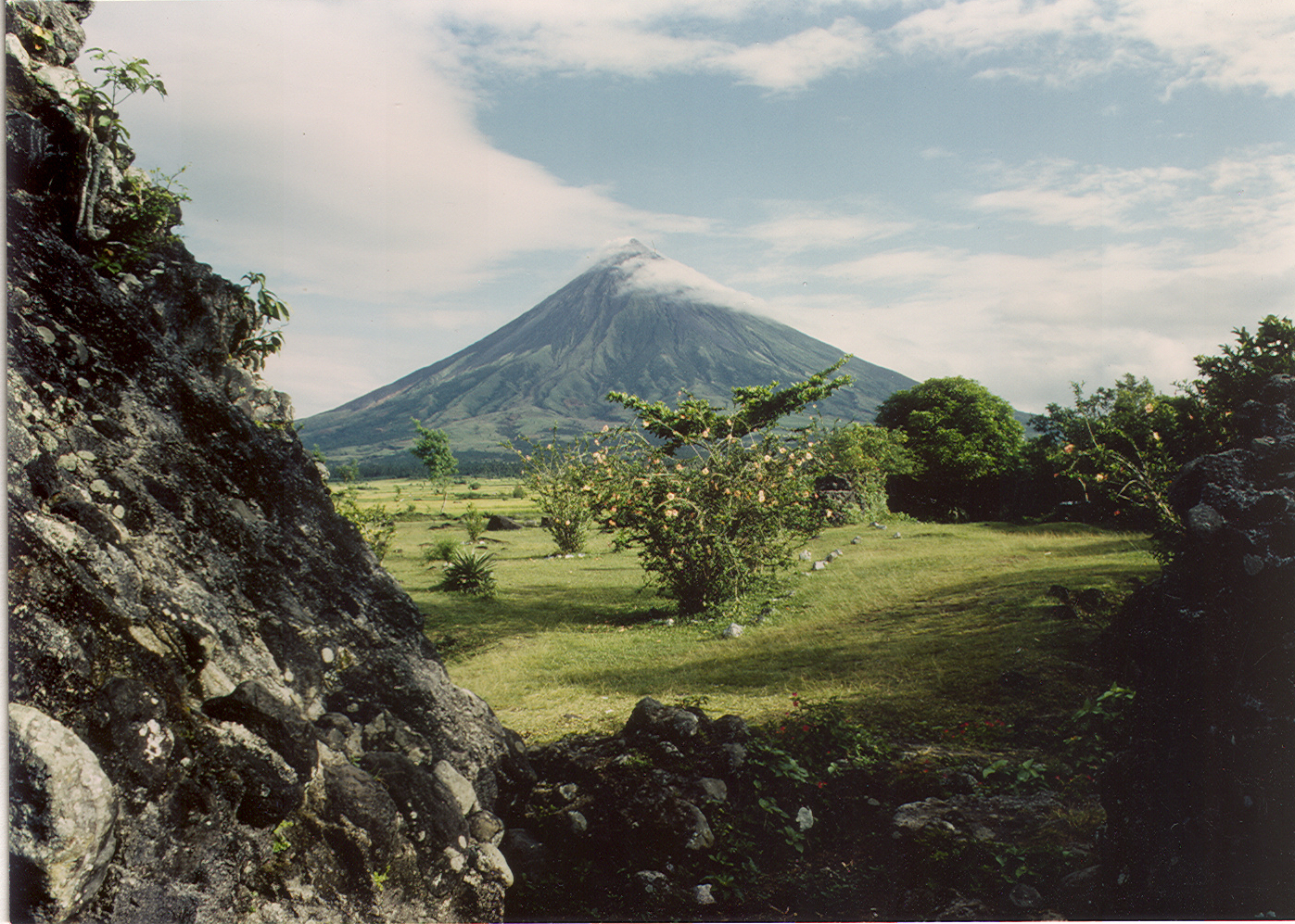
Núi lửa Mayon nhìn ra một khung cảnh yên bình mục vụ khoảng năm tháng trước khi sự phun trào nghiêm trọng của núi tháng 9 năm 1984.

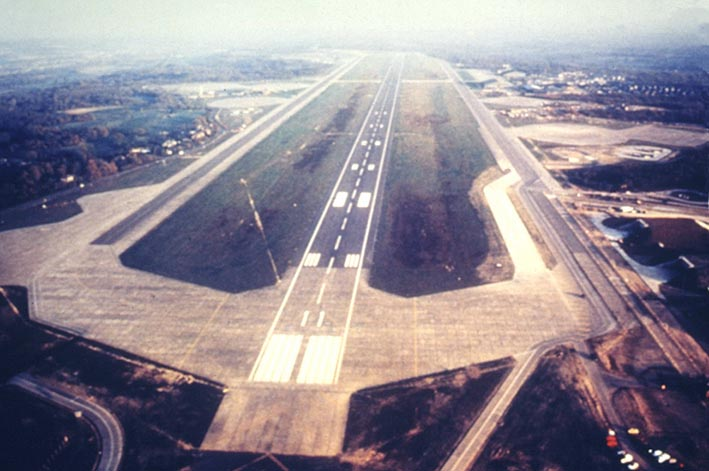
Mayon trong khung cảnh với Đồi Lignon bên phải ngay giữa, từ Sân bay Legaspi ngày 24 tháng 6 năm 2006

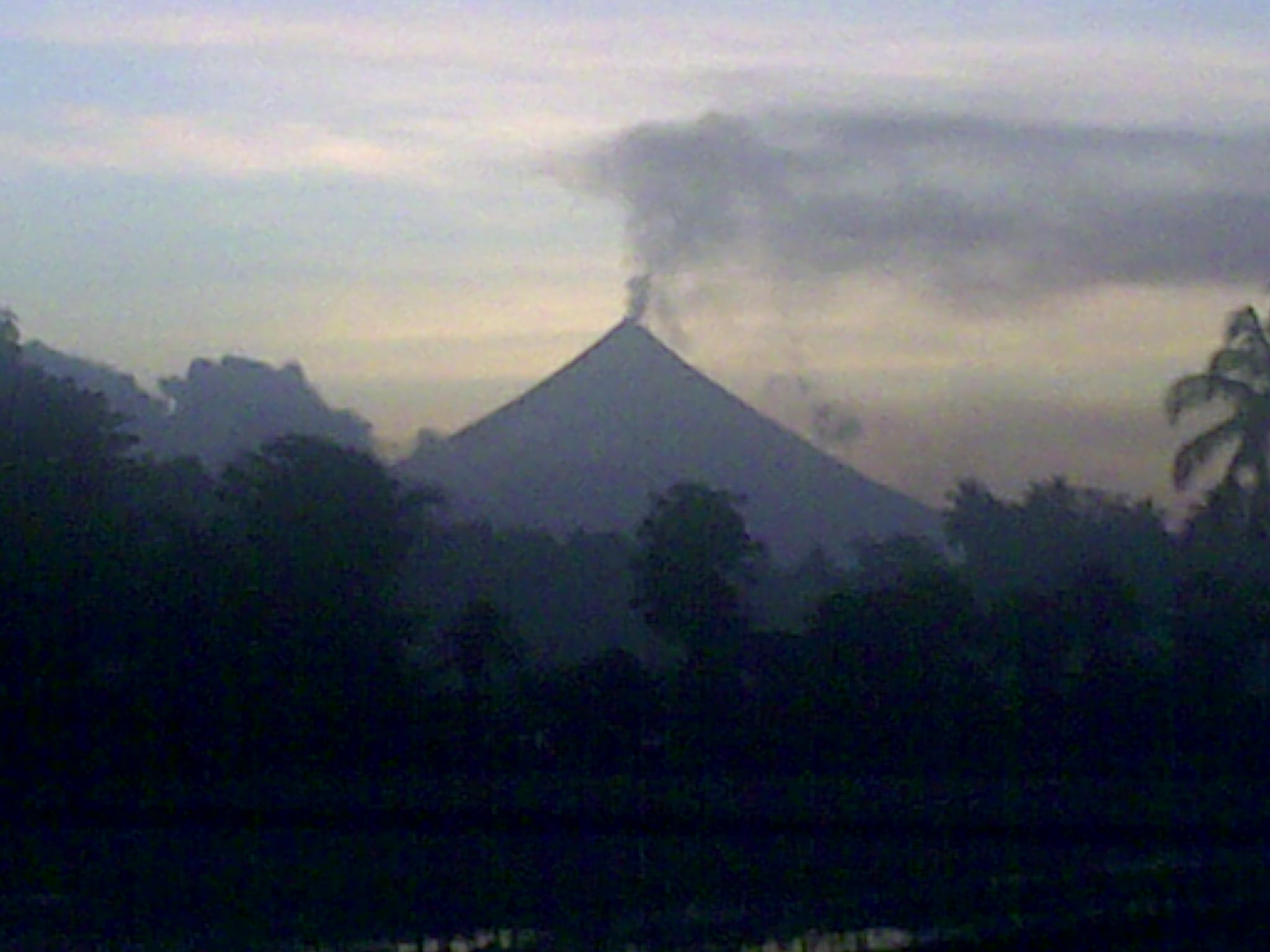
Núi lửa Mayon với vụ nổ tro lúc bình minh ngày 18 tháng 12 năm 2009

Núi lửa Mayon, còn gọi là Núi Mayon, là một núi lửa tầng còn hoạt động tại tỉnh Albay, ở vùng Bicol, trên đảo Luzon, tại Philippines. Núi Mayon cao 2.5 km cách thủ đô Manila 498 km về phía Nam là một núi lửa rất hoạt động trong thời hiện đại.

## Niên đại các vụ phun lửa
Từ năm 1616 đến nay núi đã 49 lần phun lửa. Kỳ phun lửa dữ dội nhất năm 1814 làm hơn 1.200 người thiệt mạng và nhiều thị trấn làng mạc bị tàn phá. Lần phun lửa cuối cùng mới nhất là năm 1993 và ngày 14 tháng 7 năm 2008, sau đó thỉnh thoảng Mayon lại phun ra tro, khói và dung nhan trào ra miệng núi. Hàng chục ngàn dân chúng phải rời bỏ nhà cửa tị nạn sau khi dung nham đã bắt đầu tràn ra miệng núi lửa Mayon từ giữa tháng 12 năm 2009 và các chuyên gia địa chất nói rằng chỉ trong ít ngày nữa núi sẽ phun lửa. Ngày 24 tháng 12, 2009, Thống đốc tỉnh Albey nói hơn 9.000 gia đình gồm 44.394 người được đưa đến các trại tạm trú. Quân đội và cảnh sát lập các trạm kiểm soát và tuần tiễu ở khu vực nguy hiểm gần núi lửa để tìm những người không tuân lệnh di tản hoặc quay trở về thăm lại nhà cửa nông trại của họ. Viện Địa chấn và Hỏa sơn Philippines ghi nhận hàng ngàn chấn động và những tiếng nổ lớn trong lòng đất và một trong số những vụ bùng nổ đã tung lên không trung một đám khói tro bụi cao tới 488 mét. Khu vực cách núi lửa dưới 8 km được coi là vùng nguy hiểm.